# Echeveria harmsii
Echeveria harmsii ist eine Pflanzenart aus der Gattung der Echeverien (Echeveria) in der Familie der Dickblattgewächse (Crassulaceae).

## Beschreibung
Echeveria harmsii ist an allen Pflanzenteilen, bis auf die Innenseite der Blüten, mit sehr kleinen Haaren bedeckt. Die Pflanzen verzweigen sich und erreichen Trieblängen von 30 Zentimeter oder länger. Die am Ende der Triebe locker in Büscheln stehenden Laubblätter sind breit lanzettlich bis spatelig geformt. Sie werden 2 bis 3, manchmal auch bis 5, Zentimeter lang und 1 Zentimeter breit. Sie sind zugespitzt und am Rand und an der Spitze in der Regel rot gefärbt.
Der traubige Blütenstand besteht aus ein bis zwei Ästen und trägt an jedem Ast ein bis drei Blüten. Diese stehen an einem bis 3 Zentimeter langen Stiel. Die ausgebreiteten und nach oben gebogenen Kelchblätter werden bis 18 Millimeter lang. Die schmale und urnenförmige Blütenkrone wird bis 33 Millimeter lang und 16 Millimeter breit. Die scharlachroten Blütenblätter sind an den Rändern gelb gefärbt.
Die Blütezeit ist Mai bis Juli.
Die Chromosomenzahl beträgt n = 19.

## Verbreitung und Systematik
Echeveria harmsii ist in dem mexikanischen Bundesstaat Oaxaca verbreitet.
Die Erstbeschreibung erfolgte 1931 durch James Francis Macbride. Synonyme von Echeveria harmsii J.F.Macbride sind Oliverella elegans Rose (1903), Cotyledon elegans (Rose) N.E.Br. (1905), Oliveranthus elegans (Rose) Rose (1905) und Echeveria elegans (Rose) A.Berger (1930).

## Nachweise